# San José (Almirante Brown)
San José es una localidad compartida administrativamente entre los partidos de Lomas de Zamora y Almirante Brown ubicada en la provincia de Buenos Aires, Argentina.

## Geografía
La localidad tiene una superficie de 4,8 km². Limita al norte con el partido de Lomas de Zamora, al sur con Rafael Calzada, al este con el partido de Quilmes y al oeste con José Mármol.

## Historia
En un comienzo, tanto San José de Lomas de Zamora como el territorio de Almirante Brown pertenecían a las tierras de Guillermo Kraft. sus límites geográficos son: al este la calle Santa Ana al sur la calle amenedo al oeste la calle San José y al norte la calle Pasco (Eva perón), mientras que la calle San Juan es su límite oeste y la avenida Juan Domingo Perón (Quilmes)/Donato Álvarez (Lomas de Zamora/ Almirante Brown) es su límite este. Tras su muerte, ocurrida en 1948, la zona fue repartida entre el Partido de Lomas de Zamora y el Partido de Almirante Brown.